# Jefferson Farfán
Jéfferson Agustín Farfán Guadalupe (Lima, 1984. október 28. –) perui válogatott labdarúgó.

## Pályafutása

### Klubcsapatokban

#### Alianza Lima
A perui Alianza Limánál kezdte profi labdarúgó-pályafutását. 2001-ben pár alkalommal szerepelt az első csapatban, 2002-ben jött el az áttörés, amikor sikerült megszilárdítani a helyét a kezdőcsapatban, majd 2003-ban bajnoki címet nyert. A klubnál töltött utolsó szezonjában, 2004-ben 14 gólt szerzett, és újabb perui bajnoki címhez segítette csapatát.

#### PSV Eindhoven
2004 nyarán 2 millió euróért megvásárolta a PSV Eindhoven. Augusztus 14-én debütált a holland élvonalban az RBC Roosendal elleni 5–2-es győzelem alkalmával. Két héttel később a Bajnokok Ligája harmadik selejtezőkörében, a Crvena zvezda elleni 5–0-s győzelemmel alkalmával játszotta első nemzetközi kupameccsét. A PSV bejutott a döntőbe, és mind a tizenkét mérkőzésen pályára lépett. A norvég Rosenborg BK elleni csoportmeccsen szerezte meg első gólját a nemzetközi kupaporondon. Egy hónappal korábban megszerezte első bajnoki gólját az SC Heerenveen elleni 4–0-s győzelem alkalmával. Az első szezonjában a PSV-vel bajnoki címet és kupát nyert. A következő három egymást követő szezonban is bajnoki címet ünnepelhetett. A 2005–06-os szezonban 21 góllal a csapaton belül gólkirály lett, a bajnokságban pedig a negyedik helyen végzett a góllövőlistán. 2006. október 25-én mesterhármast szerzett a Sparta Rotterdam elleni 7–0-ra megnyert mérkőzésen. A PSV-nél töltött utolsó szezonjában kevésbé volt meghatározó játékos a csapatban, részben a 2007-es Copa América során elszenvedett bokasérülése miatt. 2008 márciusában megjelentek hírek a sajtóban, hogy távozik Eindhovenből.

#### Schalke 04
2008. június 5-én a PSV megegyezett a Schalke 04 csapatával Farfán átigazolásáról, végül a német csapat 10 millió euróért vásárolta meg. 2008. június 10-én a klub hivatalosan is megerősítette Farfán négyéves szerződést írt alá. 2012. április 28-án meghosszabbította a szerződését 2016. június 30-ig.

#### Al Jazira Club
2015. július 20-án, hét év után a Schalke 04 megerősítette, hogy az Al Jazira Clubhoz szerződött 6 millió euróért, és hároméves szerződést írt alá.
2016. október 19-én távozott a csapattól, mert a klub nem tartotta be a szerződésében foglaltakat.

#### Lokomotyiv Moszkva

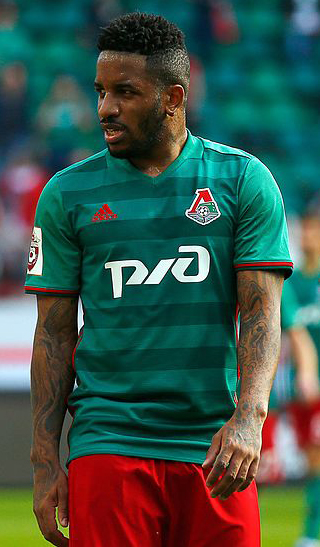
Jefferson Farfán a Lokomotyiv Moszkva színeiben

2017. január 28-án aláírt az orosz élvonalban szereplő Lokomotyiv Moszkvához. A 2017–18-as szezonjában bajnoki címet nyert csapatával. 2018 júniusában edzés közben összeütközött a kapussal és fejsérülést szenvedett, ami miatt kórházba kellett szállítani.
2019 májusától 14 hónapig nem játszott térdsérülés miatt, majd az azt követő pozitív COVID-19 teszt miatt. Felépülése után 2020. július 12-én lépett pályára először az FK Ufa elleni 1–1-es döntetlen alkalmával, amelyen gólt szerzett.
2020. augusztus 5-én a Lokomotyiv Moszkva bejelentette, hogy Farfán távozott a klubtól, miután lejárt a szerződése.

#### Alianza Lima
2021. március 22-én visszatért nevelőegyesületéhez, az Alianza Limához.
2022. december 16-án, 38 évesen bejelentette visszavonulását.

### A válogatottban

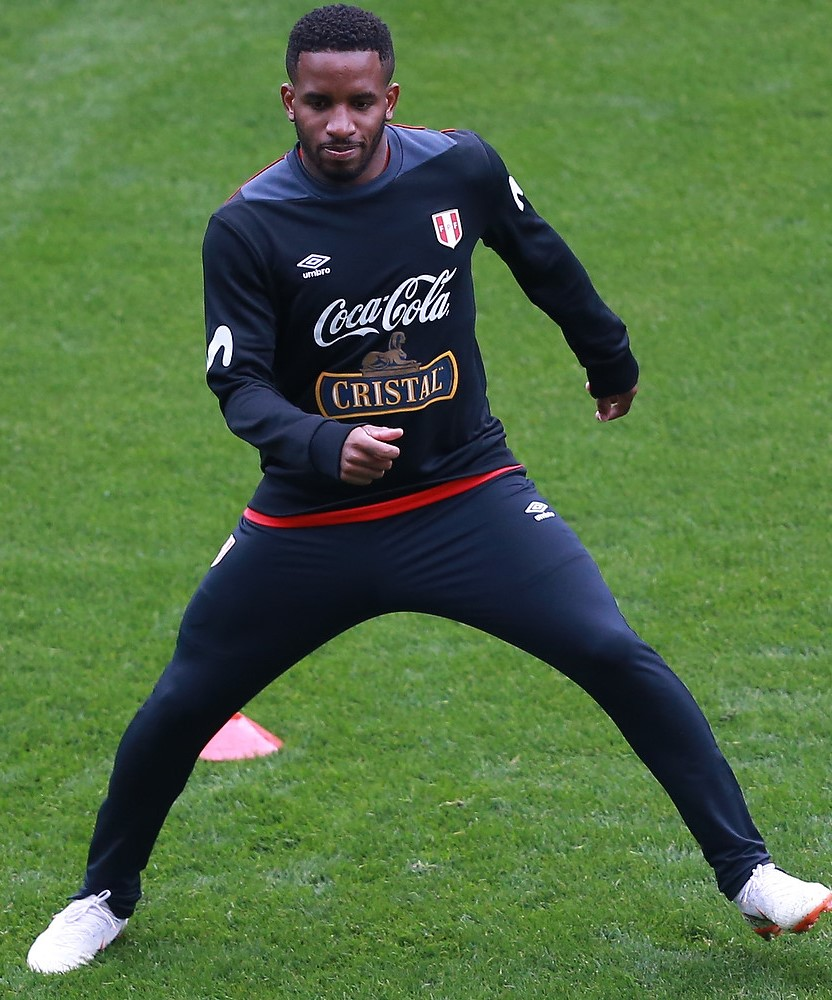
Farfán a 2018-as világbajnokságon.

2003 februárjában debütált a felnőtt válogatottban, összesen 95 mérkőzésen 27 gólt szerzett, ezzel a második helyen áll a perui válogatott góllövőlistáján. 
Farfán hét góllal a második helyen végzett a góllövőlistán a 2006-os dél-amerikai világbajnoki selejtezők során.
2008 elején 18 hónapra felfüggesztették a perui válogatottban. A kivizsgálást követően azonban 2008. július 3-án a felfüggesztést három hónapra (a 2008. áprilisi fellebbezés időpontjától) és 10 000 dollárra változtatták. 2013. március 23-án győztes gólt szerzett a Chile elleni hazai világbajnoki selejtezőn.
Tagja volt a perui válogatottnak a 2015-ös Copa Américán, amely a harmadik helyen végzett. Kulcsszerepet játszott a 2018-as világbajnoki selejtezők során, ahol 3 gólt szerzett. Két gólt lőtt a Chile elleni 4–3-as hazai vereség alkalmával, és győztes gólt szerzett a Paraguay elleni 1–0-ra megnyert hazai mérkőzésen. Az Új-Zéland elleni 2–0-s hazai győzelem két góljának egyikét szerezte, amivel Peru 36 év után kvalifikálta magát a világbajnokságra.
2018 júniusában bekerült Peru 2018-as világbajnokságra utazó keretébe. A Dánia elleni első csoportmeccsen kezdőként játszott, a mérkőzést azonban 1–0-ra elvesztette csapata. A második csoportmeccsen csereként állt be, a 46. percben Yoshimar Yotúnt váltotta a Franciaország elleni 1–0-s vereség alkalmával, amellyel csapatával kiesett a kupából. Az Ausztrália elleni utolsó csoportmeccset kihagyta, mert kórházba kellett szállítani, miután az edzésen agyrázkódást szenvedett.
A 2019-es Copa América második mérkőzésén gólt szerzett a Bolívia elleni 3–1-es győzelem alkalmával. Az Uruguay elleni nyolcaddöntő előtt térdsérülést szenvedett, ami miatt nem léphet pályára a torna hátralévő részében. A Perui labdarúgó-szövetség (FPF) megerősítette, hogy várhatóan 6-9 hónapig nem léphet pályára. 2019. július 6-án térdműtéten esett át Barcelonában, néhány órával azelőtt, hogy csapata a házigazda Brazíliával csapott össze a 2019-es Copa América döntőjében. Végül Peru 3–1-re elvesztette a mérkőzést.

## Statisztika

### Klubcsapatokban
2024. február 12-i állapot szerint.
| Klub               | Szezon                 | Bajnokság        | Bajnokság | Bajnokság | Kupa  | Kupa  | Nemzetközi | Nemzetközi | Egyéb | Egyéb | Összes | Összes |
| Klub               | Szezon                 | Liga             | Mérk.     | Gólok     | Mérk. | Gólok | Mérk.      | Gólok      | Mérk. | Gólok | Mérk.  | Gólok  |
| ------------------ | ---------------------- | ---------------- | --------- | --------- | ----- | ----- | ---------- | ---------- | ----- | ----- | ------ | ------ |
| Alianza Lima       | Primera División       | 2001             | 1         | 0         | —     | —     | 0          | 0          | —     | —     | 1      | 0      |
| Alianza Lima       | Primera División       | 2002             | 24        | 2         | —     | —     | 3          | 1          | —     | —     | 27     | 3      |
| Alianza Lima       | Primera División       | 2003             | 33        | 12        | —     | —     | 8          | 0          | —     | —     | 41     | 12     |
| Alianza Lima       | Primera División       | 2004             | 19        | 14        | —     | —     | 5          | 4          | —     | —     | 24     | 18     |
| Alianza Lima       | Összesen               | Összesen         | 77        | 28        | —     | —     | 16         | 5          | —     | —     | 93     | 33     |
| PSV                | Eredivisie             | 2004–05          | 28        | 8         | 4     | 0     | 13         | 1          | —     | —     | 45     | 9      |
| PSV                | Eredivisie             | 2005–06          | 31        | 21        | 4     | 3     | 8          | 2          | 1     | 0     | 44     | 26     |
| PSV                | Eredivisie             | 2006–07          | 30        | 21        | 3     | 2     | 8          | 0          | 1     | 0     | 42     | 23     |
| PSV                | Eredivisie             | 2007–08          | 29        | 7         | 1     | 0     | 9          | 2          | 0     | 0     | 39     | 9      |
| PSV                | Összesen               | Összesen         | 118       | 57        | 12    | 5     | 38         | 5          | 2     | 0     | 170    | 67     |
| Schalke 04         | Bundesliga             | 2008–09          | 31        | 9         | 4     | 3     | 6          | 0          | —     | —     | 41     | 12     |
| Schalke 04         | Bundesliga             | 2009–10          | 33        | 8         | 3     | 0     | —          | —          | —     | —     | 36     | 8      |
| Schalke 04         | Bundesliga             | 2010–11          | 28        | 3         | 7     | 3     | 10         | 4          | 1     | 0     | 45     | 10     |
| Schalke 04         | Bundesliga             | 2011–12          | 23        | 4         | 1     | 0     | 10         | 0          | 0     | 0     | 34     | 4      |
| Schalke 04         | Bundesliga             | 2012–13          | 27        | 6         | 1     | 0     | 7          | 1          | —     | —     | 35     | 7      |
| Schalke 04         | Bundesliga             | 2013–14          | 19        | 9         | 2     | 2     | 7          | 1          | —     | —     | 28     | 12     |
| Schalke 04         | Bundesliga             | 2014–15          | 9         | 0         | 0     | 0     | 0          | 0          | —     | —     | 9      | 0      |
| Schalke 04         | Összesen               | Összesen         | 170       | 39        | 17    | 8     | 40         | 6          | 1     | 0     | 228    | 53     |
| Al Jazira          | UAE Pro League         | 2015–16          | 9         | 2         | 2     | 0     | 0          | 0          | —     | —     | 11     | 2      |
| Al Jazira          | UAE Pro League         | 2016–17          | 3         | 2         | 3     | 1     | 0          | 0          | 1     | 0     | 7      | 3      |
| Al Jazira          | Összesen               | Összesen         | 12        | 4         | 5     | 1     | 0          | 0          | 1     | 0     | 18     | 5      |
| Lokomotyiv Moszkva | Russian Premier League | 2016–17          | 6         | 1         | 2     | 0     | —          | —          | —     | —     | 8      | 1      |
| Lokomotyiv Moszkva | Russian Premier League | 2017–18          | 22        | 10        | 0     | 0     | 9          | 4          | 1     | 0     | 32     | 14     |
| Lokomotyiv Moszkva | Russian Premier League | 2018–19          | 20        | 8         | 1     | 0     | 4          | 1          | 1     | 0     | 26     | 9      |
| Lokomotyiv Moszkva | Russian Premier League | 2019–20          | 3         | 1         | 0     | 0     | 0          | 0          | 0     | 0     | 3      | 1      |
| Lokomotyiv Moszkva | Összesen               | Összesen         | 51        | 20        | 3     | 0     | 13         | 5          | 2     | 0     | 69     | 25     |
| Alianza Lima       | Primera División       | 2021             | 14        | 4         | —     | —     | —          | —          | —     | —     | 14     | 4      |
| Alianza Lima       | Primera División       | 2022             | 3         | 0         | —     | —     | 0          | 0          | —     | —     | 3      | 0      |
| Alianza Lima       | Összesen               | Összesen         | 17        | 4         | —     | —     | 0          | 0          | —     | —     | 17     | 4      |
| Karrier összesen   | Karrier összesen       | Karrier összesen | 445       | 152       | 37    | 14    | 107        | 21         | 6     | 0     | 595    | 187    |

Jegyzetek
1. ↑  Tartalmazza: KNVB Cup, DFB-Pokal, UAE President's Cup, Orosz Kupa
2. 1 2 3 4 5 6 7 8  Mérkőzése(i) a Bajnokok Ligájában
3. 1 2  Mérkőzése(i) a Holland Szuperkupában
4. ↑  Mérkőzése(i) a Német Szuperkupában
5. 1 2  Mérkőzése(i) az Európa Ligában
6. ↑  Mérkőzése(i) az UAE Super Cupban
7. 1 2  Mérkőzése(i) az Orosz Szuperkupában

### A válogatottban
| Peru     |       |       |
| Év       | Mérk. | Gólok |
| 2003     | 11    | 4     |
| 2004     | 12    | 3     |
| 2005     | 7     | 4     |
| 2006     | 2     | 0     |
| 2007     | 9     | 1     |
| 2008     | 0     | 0     |
| 2009     | 0     | 0     |
| 2010     | 4     | 0     |
| 2011     | 6     | 1     |
| 2012     | 6     | 2     |
| 2013     | 7     | 2     |
| 2014     | 0     | 0     |
| 2015     | 10    | 5     |
| 2016     | 1     | 0     |
| 2017     | 4     | 1     |
| 2018     | 11    | 3     |
| 2019     | 5     | 1     |
| 2020     | 2     | 0     |
| 2021     | 5     | 0     |
| Összesen | 102   | 27    |

### Góljai a perui válogatottban
| #   | Dátum               | Ellenfél   | Eredmény | Kiírás              | Esemény            |
| --- | ------------------- | ---------- | -------- | ------------------- | ------------------ |
| 1.  | 2003. február 23.   | Haiti      | 5 – 1    | Barátságos mérkőzés | 84' 89'            |
| 2.  | 2003. július 24.    | Uruguay    | 3 – 4    | Barátságos mérkőzés | 27' 56'            |
| 3.  | 2003. szeptember 6. | Paraguay   | 4 – 1    | Vb-selejtező        | 70' 90'            |
| 4.  | 2004. június 1.     | Uruguay    | 3 – 1    | Vb-selejtező        | 61'                |
| 5.  | 2004. július 9.     | Venezuela  | 3 – 1    | Copa América        | 34' 34'            |
| 6.  | 2004. november 18.  | Chile      | 2 – 1    | Vb-selejtező        | 56'                |
| 7.  | 2005. március 30.   | Ecuador    | 2 – 2    | Vb-selejtező        | 58'                |
| 8.  | 2005. szeptember 3. | Venezuela  | 1 – 4    | Vb-selejtező        | 63'                |
| 9.  | 2005. október 12.   | Bolívia    | 4 – 1    | Vb-selejtező        | 45' 82'            |
| 10. | 2007. június 3.     | Ecuador    | 2 – 1    | Barátságos mérkőzés | 4'                 |
| 11. | 2011. október 12.   | Chile      | 2 – 4    | Vb-selejtező        | 60'                |
| 12. | 2012. szeptember 8. | Venezuela  | 2 – 1    | Vb-selejtező        | 47' 59' 78'        |
| 13. | 2013. március 23.   | Chile      | 1 – 0    | Vb-selejtező        | 87'                |
| 14. | 2013. szeptember 7. | Uruguay    | 1 – 2    | Vb-selejtező        | 84' 90+3'          |
| 15. | 2015. június 3.     | Mexikó     | 1 – 1    | Barátságos mérkőzés | 62'                |
| 16. | 2015. szeptember 8. | Kolumbia   | 1 – 1    | Barátságos mérkőzés | 89' (11-esből)     |
| 17. | 2015. október 13.   | Chile      | 3 – 4    | Vb-selejtező        | 10' 36' (11-esből) |
| 18. | 2015. november 13.  | Paraguay   | 1 – 0    | Vb-selejtező        | 20'                |
| 19. | 2017. november 15.  | Új-Zéland  | 2 – 0    | Vb-selejtező        | 27'                |
| 20. | 2018. március 27.   | Izland     | 3 – 1    | Barátságos mérkőzés | 75' 78'            |
| 21. | 2018. május 29.     | Skócia     | 2 – 0    | Barátságos mérkőzés | 48' 81'            |
| 22. | 2018. november 20.  | Costa Rica | 2 – 3    | Barátságos mérkőzés | 69' 73'            |
| 23. | 2019. június 18.    | Bolívia    | 3 – 1    | Copa América        | 55'                |

Jegyzetek
1. ↑  interkontinentális pótselejtező

## Sikerei, díjai

### Klubcsapatokban
Alianza Lima
- Perui bajnok: 2001, 2003, 2004, 2021, 2022

 PSV Eindhoven
- Holland bajnok: 2004–05, 2005–06, 2006–07, 2007–08
- Holland kupagyőztes: 2004–05; ezüstérmes: 2005–06
- Holland Szuperkupa ezüstérmes: 2005 2006

 Schalke 04
- Német kupagyőztes: 2010–11
- Német szuperkupa-győztes: 2011; ezüstérmes: 2010

 Al Jazira Club
- UAE President's Cup: 2015–16

 Lokomotyiv Moszkva
- Orosz bajnok: 2017–18
- Orosz kupagyőztes: 2016–17, 2018–19
- Orosz Szuperkupa ezüstérmes: 2017, 2018

### A válogatottban
Peru U18
- Bolivarian Games: 2001

 Peru
- Copa América ezüstérmes: 2019; harmadik helyezett: 2015

## Magánélete
Három gyermeke van; két fia és egy lánya. Mivel pályafutása nagy részét Németországban töltötte, ezért beszél németül, bár nem folyékonyan.
Tehetsége ellenére a 2000-es évek vége óta széles körben ismert arról is, hogy fegyelmezetlen. Három nagyobb válogatottbeli botrányba keveredett 2007-ben, 2010-ben és 2019-ben; a két előbbi miatt már fel is függesztették a nemzeti csapatban.

## Fordítás
- Ez a szócikk részben vagy egészben  a   Jefferson Farfán című angol Wikipédia-szócikk fordításán alapul.  Az eredeti cikk szerkesztőit annak laptörténete sorolja fel. Ez a jelzés csupán a megfogalmazás eredetét és a szerzői jogokat jelzi, nem szolgál a cikkben szereplő információk forrásmegjelöléseként.

## Külső hivatkozások
- Jefferson Farfán hivatalos honlapja
- Jefferson Farfán adatlapja a Transfermarkt oldalon (angolul)
- Jefferson Farfán adatlapja a Soccerway oldalon (angolul)
- Jefferson Farfán adatlapja a National Football Teams oldalon (angolul)